# Exsanguino-transfusion
L'exsanguino-transfusion est une technique permettant le remplacement d'une grande partie du sang d'un individu. L'appellation varie selon la proportion de sang échangée : faible, et il s'agit d'une transfusion-saignée, indiquée dans la drépanocytose par exemple ; importante (de deux à trois masses sanguines), et il s'agit d'une exsanguino-transfusion vraie.

## Indications historiques
Cette technique a été très utilisée pour éviter les complications de la maladie hémolytique du nouveau-né. Cette technique, en remplaçant 85 à 95 % de la masse sanguine de l'enfant, avait cinq actions positives :
- elle ôtait les globules incompatibles (le plus souvent Rh positifs, D, l'incompatibilité Rhésus, RH1 ou D, représentant la majorité des incompatibilités, suivie de RH4 ou c, et Kell) non encore détruits par les anticorps maternels, et diminuait donc l'hémolyse.

- elle apportait des globules rouges compatibles (D-, c- ou K- selon l'incompatibilité) insensibles à l'action de ces anticorps, globules qui ont alors une durée de vie normale. On obtenait donc une correction immédiate de l'anémie.

- elle éliminait une grande partie des anticorps maternels circulant, les anticorps restants continuant à se fixer sur les érythrocytes fabriqués par l'enfant, au niveau de la moelle osseuse, et donc à entraîner une hémolyse des globules fabriqués.

- elle éliminait la bilirubine, produit de dégradation de l'hémoglobine, résultant de l'hémolyse. Cette bilirubine donne une couleur jaune aux téguments, c'est un ictère, communément appelé jaunisse. Or un excès de bilirubine (>200 mg/L, ou 340 μmol/L chez l'enfant à terme, moins chez le prématuré) est toxique pour les cellules nerveuses et pouvait entraîner de graves séquelles (atteintes auditives, ictère nucléaire).

- elle apportait de l'albumine non saturée en bilirubine, donc capable de ramener la bilirubine tissulaire dangereuse, dans la circulation générale où elle est sans danger.

## Indications actuelles
Cette technique est maintenant beaucoup moins utilisée. En 20 ans, de 1972 à 1992, le nombre d'exsanguino-transfusions pratiquées en région parisienne par le Centre d'Hémobiologie Périnatale, devenu CNRHP, a été divisé par 20. Cette diminution est due à plusieurs raisons :
- Le nombre d'incompatibilités graves a beaucoup diminué depuis la mise en place depuis les années 1970 de la prévention systématique de la maladie hémolytique du nouveau-né par injection d'immunoglobulines anti-D à la mère au moment de la naissance, et depuis 2005, également dès la 28e semaine de grossesse, pour éviter les immunisations du troisième trimestre. [réf. souhaitée]

- La photothérapie permet de bien limiter le taux de bilirubine, et d'éviter les complications neurologiques. Le rayonnement violet-bleu (longueur d'onde λ de 420 à 490 nm, le maximum d'efficacité se situant à 460 nm) dégrade la bilirubine libre en dérivés non toxiques.

- L’anémie est compensée par un certain nombre de simples transfusions en concentrés érythrocytaires compatibles (D-, c-, ou K-) pendant les deux premiers mois de vie [Information douteuse]. [réf. nécessaire]

Cette technique a cependant encore quelques indications dans les incompatibilités graves, soit à la naissance, pour anémie et, ou, hyperbilirubinémie importante, soit parfois même in utero (transfusion-saignée) pour réduire l'anémie, la bilirubine étant dans ce cas éliminée par voie placentaire. [Quoi ?] [réf. souhaitée] Indiquée également de façon exceptionnelle, pour "faire le ménage" dans certains cas de toxémies bactériennes, par exemple. [réf. souhaitée]
D'autres indications exceptionnelles existent, tant chez l'enfant que chez l'adulte, dans certaines intoxications ou parasitoses ayant un impact sur l'hémoglobine qui devient non fonctionnelle (méthémoglobine entre autres), ou sur les érythrocytes qui hémolysent massivement. Chlorates ou hydrogène arsénié peuvent être cités comme toxiques, le paludisme avec atteinte neurologique comme parasitose, par exemple.

## Méthodologie
[Information douteuse] [réf. nécessaire]
Il s'agit d'enlever le sang de l'enfant[Qui ?] (exsanguiner) [Information douteuse] [réf. nécessaire] et de le remplacer par le sang d'un donneur (transfusion). On le fait par un cathéter placé dans la veine ombilicale — il est toujours possible, avec un peu de patience et de doigté, de trouver la veine ombilicale, même peu après la chute du cordon — penser à ôter le caillot de la veine en retirant le cathéter sous aspiration, avant de le ré-introduire pour ôter la première seringue de sang de l'enfant. On commence toujours par le prélèvement, ce qui nous assure de la liberté de la voie, et anticipe toute surcharge éventuelle [Comment ?][Quoi ?]. On ôte le sang de l'enfant et on réinjecte le sang transfusé avec une seringue de 10 à 20 mL montée sur un robinet à trois voies. Première voie vers le cathéter, deuxième voie vers la poche de rejet, troisième voie vers l'unité de sang à injecter. L'échange se fait par seringues de 5 à 20 mL selon la masse sanguine de l'enfant, quantités soustraites et injectées lentement. Une pause peut être faite après l'échange d'une masse sanguine, permettant à la bilirubine tissulaire d'être captée sur l'albumine circulante pour être éliminée lors de la reprise de l'échange.

### Le sang à donner
- Concentré érythrocytaire prélevé depuis moins de 5 à 8 jours - taux de 2,3-DPG et ATP-, irradié -pour éviter une greffe intempestive avec réaction greffon contre hôte (GvH), compatibilisé avec le sérum de la mère.[Quoi ?] [réf. souhaitée] Plasma compatible avec le groupe de l'enfant. [réf. souhaitée] Ce sang est 'reconstitué' avec un hématocrite à 55 % environ. [Quoi ?] [réf. souhaitée]
- En cas d'incompatibilité Rhésus : donner le sang compatible avec l'anticorps de la mère. Sang RH négatif (ddccee) dans le cas d'une incompatibilité D (Rh1), ou DCCee dans le cas d'une incompatibilité c (RH4).
- En cas d'incompatibilité ABO : donner un concentré en globules rouge de groupe O. L'exsanguino-transfusion est exceptionnelle pour une incompatibilité ABO en règle bénigne.
- Autres situations : donner le sang compatible avec les anticorps éventuels présents chez la mère (anti-Kell ou anti-Duffy par exemple) isogroupe RH à l'enfant et compatible dans le système ABO tant avec l'enfant qu'avec la mère. À un enfant de groupe A né de mère O, on donnera du sang reconstitué : globules rouges de groupe O et plasma A ou AB. À un enfant de groupe A né de mère A ou AB, on peut très bien transfuser un sang A.

### Quantité de sang à donner
- Échanger au moins le double, voire le triple, de la masse sanguine. [réf. souhaitée] [pourquoi ?]
- Masse sanguine = 75 mL × masse en kg

Le sang à donner étant citraté pour permettre sa conservation en banque de sang[réf. souhaitée], injecter du calcium à chaque 100 cm3 de sang, voire moins selon le poids de l'enfant [Quoi ?]. Il est également possible de travailler avec du sang hépariné et recalcifié, l'héparine circulante étant neutralisée en fin d'intervention par du sulfate de protamine. [réf. souhaitée]

## Surveillance
Comme pour toute transfusion des risques de contamination existent d'autant plus que l'exsanguino-transfusion est ancienne. Il convient donc de contrôler certaines sérologies (Hépatites B et surtout Hépatite C, VIH) en fonction de la date de l'exsanguino-transfusion. Hormis la recherche d'anticorps irréguliers, à faire après un délai de six semaines, ces sérologies ne sont plus considérées comme utiles depuis que, en plus des sérologies classiques de recherche d'anticorps, la présence des virus VIH, VHB et VHC est recherchée en biologie moléculaire sur les dons de sang.